# لوك شابمان (لاعب كريكت)
لوك شابمان (21 أغسطس 1998 - ) (بالإنجليزية: Luke Chapman)‏ هو لاعب كريكت بريطاني.

## وصلات خارجية
- لوك شابمان على موقع إي آس بي آن كريك إنفو (الإنجليزية)